# Lizzie Doron

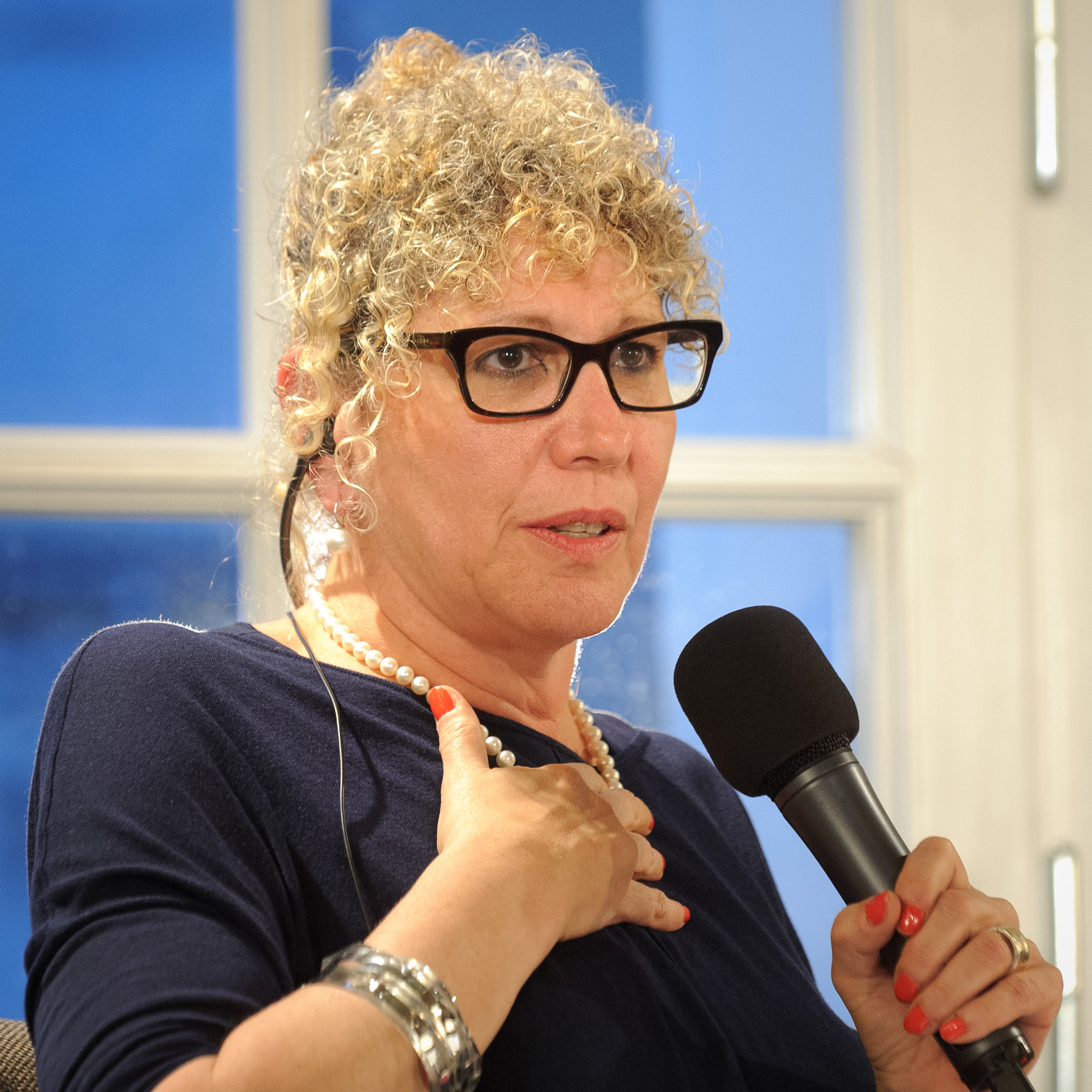
Doron, 2012

Lizzie Doron (hebreo: ליזי דורון; Tel Aviv, 1953) es una escritora israelí.

## Biografía
Su madre fue una superviviente del holocausto. Sirvió en el ejército israelí, vivió en un kibutz y fue lingüista en la Universidad de Tel Aviv.
Su obra versa sobre el holocausto y el conflicto árabe-israelí.
Una hija suya vive ahora en Alemania. Ha manifestado que ya no cree en el sionismo.

## Obra
- ¿Por qué no enviudaste antes de la guerra?, 2008
- Días tranquilos, 2009
- Un día nos reencontraremos, 2015